# Liste der brasilianischen Botschafter in Belize
Die Botschaft befindet sich 12 Floral Park Road, Belmopan.
| Ernannt       | Name                                          | Bemerkungen                    | Mensagem Senado Federal | im Senat des Nationalkongress vorgestellt am | ernannt von               | akkreditiert bei   | Posten verlassen |
| ------------- | --------------------------------------------- | ------------------------------ | ----------------------- | -------------------------------------------- | ------------------------- | ------------------ | ---------------- |
| 27. Sep. 1989 | Antônio Carlos Diniz de Andrada               | Amtssitz in Kingston (Jamaika) | MSF 171 de 1989         |                                              | José Sarney               | George Cadle Price |                  |
| 1. Feb. 1995  | Carlos Augusto Rego Santos Neves              | Amtssitz in Mexiko-Stadt       | MSF 370 de 1994         | 12. Jan. 1995                                | Fernando Henrique Cardoso | Manuel Esquivel    |                  |
| 28. Juni 1996 | Francisco de Paula Almeida Nogueira Junqueira | Amtssitz in Mexiko-Stadt       | MSF 129 de 1996         | 18. Apr. 1996                                | Fernando Henrique Cardoso | Manuel Esquivel    |                  |
| 27. Okt. 2000 | Luiz Filipe de Macedo Soares Guimarães        | Amtssitz in Mexiko-Stadt       | MSF 124 de 2000         | 13. Sep. 2000                                | Fernando Henrique Cardoso | Said Wilbert Musa  |                  |
| 22. Okt. 2003 | Luiz Augusto Saint-Brisson de Araújo Castro   | Amtssitz in Mexiko-Stadt       | MSF 117 de 2003         | 10. Sep. 2003                                | Luiz Inácio Lula da Silva | Said Wilbert Musa  |                  |
| 19. Aug. 2005 | Ivan Oliveira Cannabrava                      | Amtssitz in Mexiko-Stadt       | MSF 148 de 2005         | 17. Aug. 2005                                | Luiz Inácio Lula da Silva | Said Wilbert Musa  |                  |
| 23. Dez. 2005 | Roberto Pires Coutinho                        |                                | MSF 266 de 2005         | 14. Dez. 2005                                | Luiz Inácio Lula da Silva | Said Wilbert Musa  |                  |
| 7. Jan. 2011  | Tomas Mauricio Guggenheim                     |                                | MSF 275 de 2010         | 24. Nov. 2010                                | Dilma Rousseff            | Dean Oliver Barrow |                  |
| 9. Apr. 2013  | Lúcio Pires de Amorim                         |                                | MSF 109 de 2012         | 3. Apr. 2012                                 | Dilma Rousseff            | Dean Oliver Barrow |                  |